# Договор о передаче Клайпедского края Германии
Договор о передаче Клайпедского края от Литовской республики к Третьему рейху (лит. Lietuvos Respublikos ir Vokietijos Valstybės sutartis dėl Klaipėdos krašto perleidimo), также известен как пакт Урбшиса — Риббентропа, — договор, подписанный 22 марта 1939 года в Берлине министром иностранных дел Литвы Ю. Урбшисом и министром иностранных дел Германии И. фон Риббентропом.
Согласно договору Клайпедский край (который был отторгнут от Германии согласно Версальскому договору) вновь воссоединялся с Германским рейхом. Из Клайпедского края подлежали немедленной эвакуации литовские военные и полицейские силы. Во исполнение решения об укреплении и развитии дружеских отношений между Литвой и Германией обе стороны обязывались не использовать друг против друга силу и не поддерживать третью сторону в её попытках использовать силу против любой из сторон.
1 апреля 1939 года договор ратифицировал президент Литвы Антанас Сметона:
Я, Антанас Сметона, Президент Литовской Республики, рассмотрев оговариваемый Договор и ознакомившись с ним, опираясь на статью 112 Конституции Литвы, заявляю, что одобряю его, принимаю, ратифицирую и от имени Литовской Республики обязуюсь его неукоснительно соблюдать.

В подтверждение сказанного подписываю этот документ и прилагаю печать Республики.
Также Германия предложила Литве германо-литовский военный союз против Польши и пообещала вернуть Виленский регион, но Литва придерживалась своей политики строгого нейтралитета.
Кроме возвращения Клайпедского края, для Германии цель договора также состояла в том, чтобы помешать влиянию западных держав (Великобритании и Франции) и СССР на прибалтийские государства. Прибалтийские государства должны были послужить препятствием для вмешательства СССР в случае вторжения Германии в Польшу.
После заключения договора с Литвой Германия предложила также заключить договоры о ненападении Эстонии, Латвии, Финляндии, Дании, Норвегии и Швеции 28 апреля 1939 года. Швеция, Норвегия и Финляндия отказались.. С Латвией и Эстонией договоры были подписаны 7 июня 1939 года. С Данией — в мае 1939 года.
По итогам Потсдамской конференции территориальные приобретения Германии по этому договору были полностью аннулированы: Клайпедский край вернулся в состав Литвы (к тому моменту, уже вошедшей в состав СССР как часть Литовской ССР). С 1994 года эта территория является частью Клайпедского и Таурагского уездов современной Литовской Республики.